# 49-я гвардейская стрелковая дивизия
49-я гвардейская стрелковая дивизия — воинское соединение РККА, принимавшее участие в Великой Отечественной войне.

## Полное наименование
49-я гвардейская стрелковая Херсонская Краснознамённая, ордена Суворова дивизия

## История формирования
Ведёт свою историю от 3-й колхозной стрелковой дивизии Особого колхозного корпуса ОКДВА, базировавшейся в Амурской области. Дивизия была сформирована в 1932 году в соответствии с приказом РВС от 20 марта 1932 г. № 0015. В феврале 1933 года управление дивизии из-под станции Бочкарево передислоцировано в г. Благовещенск. В боевые задачи дивизии входило прикрытие государственной границы (совместно с Благовещенским укрепрайоном), предотвращение проникновения противника на Зейско-Бурейскую равнину и дальнейшего его выхода на линию Амурской железной дороги.
В 1936 году переформирована в 69-ю стрелковую дивизию. В марте 1941 года дивизия стала моторизованной. С началом Великой Отечественной войны 69-я моторизованная дивизия была переброшена на фронт. Выгрузившись 16 июля 1941 года на станции Валдай, дивизия вошла в состав 29-й армии.
15 июля 1941 года переформирована в 107-ю танковую дивизию.
16 сентября 1941 года в связи с почти полной потерей танков преобразована в 107-ю мотострелковую дивизию.
12 января 1942 года за мужество и героизм личного состава дивизия удостоена звания «Гвардейской» и переименована во 2-ю гвардейскую мотострелковую дивизию.
В октябре 1942 года преобразована в 49-ю гвардейскую стрелковую дивизию.
По окончании Великой Отечественной войны 46-я армия была расформирована, а 10-й гв. стрелковый Будапештский корпус (49-я, 59-я и 61-я гв. стрелковые дивизии) из её состава, вошёл в состав Южной группы войск.
49-я гвардейская стрелковая дивизия в соответствии с Постановлением Государственного комитета обороны СССР № ГКО-9488сс от 9 июля 1945 года «О доукомплектовании бронетанковых и механизированных войск Красной Армии» в период 1945—1946 гг. была переформирована в 33-ю гвардейскую механизированную дивизию.
Дислоцировалась в румынском городе Тимишоара, входила в состав Отдельной механизированной армии. В октябре—ноябре 1956 года дивизия была введена в Венгрию и принимала самое активное участие в подавлении Венгерского восстания. В ходе этих событий дивизия участвовала в наиболее тяжелых боях, о чём свидетельствуют понесённые ею потери в технике: 12 танков Т-34 и 1 ИС-3, 1 установка СУ-100, 9 бронетранспортёров, 5 мотоциклов, 31 автомашина, 22 орудия всех типов, 6 миномётов, 2 зенитные установки, 30 пулемётов (включая танковые), 400 единиц ручного стрелкового вооружения, 6 гранатомётов.
4 июня 1957 года дивизия переформирована в 33-ю гвардейскую мотострелковую дивизию, дислоцировалась в Венгрии в составе Южной группы войск. Позднее она была выведена в Украинскую ССР в состав Одесского военного округа, где в 1960 году и была расформирована.

## Боевой путь дивизии

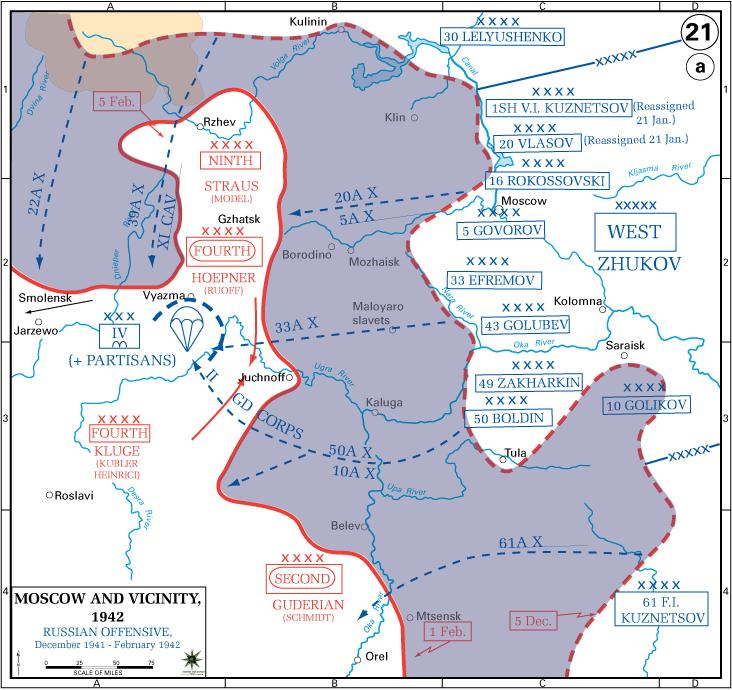
Положение сторон в конце 1941 — начале 1942 годов

1 января 1942 года дивизия получила боевую задачу для действия в районе Комзино. Личным составом дивизия укомплектована на 15—20 %.
Согласно приказу штаба 30-й армии в ночь с 2 на 3 января 1942 года дивизия выступила и к 9.00 3 января 1942 года прибыла в район Щёлково, Ивановское, Наводниково с задачей действовать в западном направлении. Несмотря на тяжёлые условия марша в условиях низких температур, глубокого снега и бездорожья, марш был проведён частями хорошо: к указанному в приказе времени в районы сосредоточения прибыли полностью люди и подтянуты материальная часть оружия и машин без всякой порчи и потерь.
2-й мотострелковый полк сосредоточился в Щёлково, 120-й мотострелковый полк — в Ивановское.
3 января 1942 года с получением боевого приказа от штаба 30-й армии о выдвижении в район Кудрино, Софийское, дивизия вышла в указанный район и повела наступление через высоты 154,3 на Софийское. Наступление на Софийское осуществлял 120-й мотострелковый полк, для обеспечения левого фланга которого 2-й мотострелковый полк занял оборону на высоте 169,3.
В течение двух дней боя 3 и 4 января 1942 года противник упорно сопротивлялся, препятствуя продвижению советских подразделений сильным артиллерийско-миномётным и пулемётным огнём, в результате которого не удалось взломать оборону превосходящего по численности и огневой мощи противника.
В ночь с 4 на 5 января 1942 года приказом фронта дивизия сдала боевой участок 267-й стрелковой дивизии и совершила марш в район Калистово, Ильинское. К утру 5 января 1942 года части дивизии вышли в указанные районы. 2-й мотострелковый полк сосредоточился в Калистово. 120-й мотострелковый полк — Ильинское и лес севернее 0,5 км.
5 января 1942 года был получен приказ Калининского фронта, согласно которому дивизия в ночь с 5 на 6 января 1942 года должна выйти в район Нещекино, Карпово, Батюково с задачей овладеть Батюково, в дальнейшем наступать на Корамзино, Терешково. 2-й мотострелковый полк с получением задачи повёл наступление на Карпово, Батюково.
Столкнувшись с противником, обороняющимся на заранее укреплённых рубежах, оборудованных проволочными заграждениями, минными полями и ДЗОТами с установленными в них станковыми пулемётами и миномётами, полк упорно продвигался вперёд, но подвергался сильному огневому воздействию с флангов и с фронта. Особенно упорно сражался 2-й батальон 2-й мотострелковый полк под командованием капитана Тотмакова.
В ночь с 6 на 7 января 1942 года по приказу штаба 11-го кавалерийского корпуса, в состав которого дивизия была введена распоряжением Военного Совета Калининского фронта, части дивизии произвели перегруппировку сил, построив свои боевые порядки фронтом в направлении Корамзино. 1-й батальон 2-го мотострелкового полка для обеспечения фланга дивизии занял оборону южнее Карпово.
120-й мотострелковый полк со 2-м батальоном 2-го мотострелкового полка повёл наступление на Корамзино.
8 и 9 января 1942 года дивизия в составе 2-го и 120-го мотострелковых полков продолжала наступление на Корамзино, но по-прежнему безуспешно.
В ночь с 8 на 9 января 1942 года противник трижды переходил в контратаки.
14 января 1942 года в 17.00 120-й мотострелковый полк получил задачу выдвинуться со средствами усиления по маршруту: Черныши, Шаниха, Левобелево и перехватить шоссейную дорогу Сычёвка — Плютиха — Андреевское.

### Ржевско-Вяземская стратегическая наступательная операция
В ходе Ржевско-Вяземской операции совместно с 11-м кавалерийским корпусом наступала западнее Ржева с задачей выйти к автостраде и железной дороге Вязьма-Смоленск и окружить Ржевско-Вяземскую группировку противника во взаимодействии с частями Западного фронта. В конце января советские части вышли к автостраде, но встретили усилившееся сопротивление противника.
К 15 февраля 1942 года дивизия вынуждена была отступить от автострады в районе Якушкино. 22 февраля наступала на Гридино, Реброво. 1 марта 1942 года дивизия обороняла опорный пункт Березняки. На 8 марта удерживала район Березняки, Артёмово, Казулино, Иваново. 26 марта 1942 года дивизия наступала двумя отрядами в направлении на Якушкино, Плетушево. 29 марта овладела лесным массивом восточнее Сережань и развивает наступление на Якушкино. На следующий день блокировала лесничество восточнее Сережань и отдельными отрядами действовали непосредственно у автострады севернее Плетушево.
Перед началом боёв за Ржев 25 июля 1942 года дивизия находилась в составе 30-й армии Калининского фронта и насчитывала 8623 человека, вооружённых 5328 винтовками и 899 пистолетами-пулемётами.
С 30 июля вела ожесточённые бои за овладение деревнями Полунино, Галахово и Тимофеево. Дивизия, безуспешно штурмовавшая деревню Галахово, уже в начале наступления понесла такие огромные потери, что 5 августа через её порядки из армейского резерва была введена в бой 52-я стрелковая дивизия. В последние дни августа и начале сентября 1942 года дивизия вела бои на северо-восточной окраине Ржева, к исходу 21 сентября овладела 24-м кварталом и очищала 23-й и 25-й кварталы.
13 октября 1942 года дивизия сдав свой боевой участок 375-й стрелковой дивизии вышла в резерв Ставки Главного Командования.

С 21 октября 1942 года дивизия проводила укомплектование своих подразделений личным составом и материальной частью в районе станции Лев Толстой. В связи с укомплектованием по штатам стрелковой дивизии, 23 октября 1942 года дивизия была преобразована в 49-ю гвардейскую стрелковую дивизию.

### 1945 год
В начале 1945 года в плен к бойцам дивизии попало около 60 венгерских солдат. В обмен на то, что их сразу после боя отпустят домой, пленные венгры попросились в бой против немцев с обязательством отбить один из населённых пунктов. Командующий 46-й армией Петрушевский лично дал разрешение на это.
На послевоенном смотре 144-го стрелкового полка 49-й гвардейской стрелковой дивизии часть бойцов и командиров были в немецких касках, поскольку советские каски, которые на фронте почти не использовали, не у всех сохранились.
В 1945 году командир дивизии В. Ф. Маргелов, начальник Политотдела дивизии гвардии полковник Константин Илларионович Миролевич, командир 144-го гвардейского стрелкового полка гвардии полковник Андрей Григорьевич Лубенченко и помощник командира 147-го гвардейского стрелкового полка по материальному обеспечению гвардии майор Комбаров Алексей Иванович были награждены медалью Бронзовая звезда (США).
Одновременно Маргелов Василий Филиппович был награждён орденом США «Легион почёта» командорской степени — обе награды хранятся в ЦМВС в Москве, гвардии подполковник Котлярский Давид Маркович — начальник связи дивизии (переводчик при пленении танкового корпуса «СС» 11 мая 1945 года) был награждён таким же орденом офицерской степени (Герой России Александр Маргелов лично видел указанный орден в семье награждённого).

## Состав

### 69-я моторизованная дивизия
- 120-й мотострелковый полк
- 237-й мотострелковый полк
- 143-й танковый полк
- 118-й артиллерийский полк
- 109-й отдельный истребительно-противотанковый дивизион
- 61-й отдельный зенитно-артиллерийский дивизион
- 20-й разведывательный батальон
- 41-й отдельный батальон связи
- 99-й лёгкий инженерный батальон
- 800-й автотранспортный батальон
- 71-й медико-санитарный батальон
- 118-й артпарковый дивизион
- 800-я рота регулирования[18]

- 2-й гвардейский мотострелковый полк
- 4-й гвардейский мотострелковый полк
- гвардейский танковый полк[19]
- 36-й гвардейский артиллерийский полк
- 18-й отдельный гвардейский истребительно-противотанковый дивизион
- 21-й гвардейский сапёрный батальон
- 24-й отдельный гвардейский батальон связи
- 19-й медико-санитарный батальон
- 3-я отдельная гвардейская разведрота
- 29-я отдельная гвардейская рота химической защиты
- 23-я автотранспортная рота[20]
- 11-я полевая хлебопекарня
- 44-я полевая касса Госбанка[21][22]
- 572-я полевая почтовая станция[23]

- 144-й гвардейский стрелковый полк
- 147-й гвардейский стрелковый полк
- 149-й гвардейский стрелковый полк
- 100-й гвардейский артиллерийский полк
- 56-й гвардейский отдельный истребительно-противотанковый дивизион
- 64-я гвардейская зенитная батарея (до 25.04.1943)
- 1-й гвардейский пулемётный батальон (до 01.06.1943)
- 51-я отдельная гвардейская разведрота
- 57-й отдельный гвардейский сапёрный батальон
- 77-й гвардейский отдельный батальон связи
- 561-й (55-й) отдельный медико-санитарный батальон
- 52-я отдельная гвардейская рота химической защиты
- 609-я (53-я) автотранспортная рота[20]
- 638-я (48-я) полевая хлебопекарня
- 641-й (50-й) дивизионный ветеринарный лазарет
- 572-я полевая почтовая станция
- 44-я полевая касса Государственного банка[22]

| Наименование | Наименование до преобразования в мех. дивизию                                                                |
| --- | --- |
| 104-й гвардейский механизированный Венский Краснознамённый, орденов Кутузова III степени, Александра Невского полк | 144-й гвардейский стрелковый Венский Краснознамённый, орденов Кутузова III степени, Александра Невского полк |
| 105-й гвардейский механизированный ордена Кутузова III степени полк                                                | 147-й гвардейский стрелковый ордена Кутузова III степени полк                                                |
| 106-й гвардейский механизированный Будапештский полк                                                               | 149-й гвардейский стрелковый Будапештский полк                                                               |
| 100-й гвардейский артиллерийский ордена Кутузова III степени полк                                                  | 100-й гвардейский артиллерийский ордена Кутузова III степени полк                                            |
| 233-й гвардейский стрелковый полк (придан из 81-й гв. сд)                                                          | |
| 1093-й зенитно-артиллерийский полк                                                                                 | |
| 1195-й артиллерийский полк                                                                                         | |
| 133-й гвардейский тяжёлый танко-самоходный полк                                                                    | |
| 71-й гвардейский танковый полк                                                                                     | |
| 61-й отдельный гвардейский миномётный дивизион                                                                     | |
| 139-й отдельный гвардейский разведывательный батальон                                                              | |
| ?-й отдельный сапёрный батальон                                                                                    | |
| 139-й отдельный мотоциклетный батальон                                                                             | |
| Рота регулировщиков                                                                                                | |

## Подчинение

### 2-я гвардейская мотострелковая дивизия
| Дата            | Фронт (округ)     | Армия      | Корпус (группа) | Примечания |
| --------------- | ----------------- | ---------- | --------------- | ---------- |
| 01.02.1942 года | Калининский фронт |            |                 |            |
| 01.03.1942 года | Калининский фронт |            |                 |            |
| 01.04.1942 года | Калининский фронт |            |                 |            |
| 01.05.1942 года | Калининский фронт |            |                 |            |
| 01.06.1942 года | Калининский фронт |            |                 |            |
| 01.07.1942 года | Калининский фронт |            |                 |            |
| 01.08.1942 года | Калининский фронт | 30-я армия |                 |            |
| 01.09.1942 года | Западный фронт    | 30-я армия |                 |            |
| 01.10.1942 года | Западный фронт    | 30-я армия |                 |            |

### 49-я гвардейская стрелковая дивизия
| Дата            | Фронт (округ)        | Армия                 | Корпус (группа)                    | Примечания                                                  |
| --------------- | -------------------- | --------------------- | ---------------------------------- | ----------------------------------------------------------- |
| 01.11.1942 года | Резерв Ставки ВГК    | 1-я резервная армия   | 13-й гвардейский стрелковый корпус |                                                             |
| 01.12.1942 года | Резерв Ставки ВГК    | 2-я гвардейская армия | 13-й гвардейский стрелковый корпус | С 15.12.1942 по 31.12.1942 в составе Сталинградского фронта |
| 01.01.1943 года | Южный фронт          | 2-я гвардейская армия | 13-й гвардейский стрелковый корпус |                                                             |
| 01.02.1943 года | Южный фронт          | 2-я гвардейская армия | 13-й гвардейский стрелковый корпус |                                                             |
| 01.03.1943 года | Южный фронт          | 2-я гвардейская армия | 13-й гвардейский стрелковый корпус |                                                             |
| 01.04.1943 года | Южный фронт          | 2-я гвардейская армия | 13-й гвардейский стрелковый корпус |                                                             |
| 01.05.1943 года | Южный фронт          | 2-я гвардейская армия | 13-й гвардейский стрелковый корпус |                                                             |
| 01.06.1943 года | Южный фронт          | 2-я гвардейская армия | 13-й гвардейский стрелковый корпус |                                                             |
| 01.07.1943 года | Южный фронт          | 2-я гвардейская армия | 13-й гвардейский стрелковый корпус |                                                             |
| 01.08.1943 года | Южный фронт          | 2-я гвардейская армия | 13-й гвардейский стрелковый корпус |                                                             |
| 01.09.1943 года | Южный фронт          | 2-я гвардейская армия | 13-й гвардейский стрелковый корпус |                                                             |
| 01.10.1943 года | Южный фронт          | 44-я армия            | 10-й гвардейский стрелковый корпус |                                                             |
| 01.11.1943 года | 4-й Украинский фронт | 2-я гвардейская армия | 13-й гвардейский стрелковый корпус |                                                             |
| 01.12.1943 года | 4-й Украинский фронт | 2-я гвардейская армия | 13-й гвардейский стрелковый корпус |                                                             |
| 01.01.1944 года | 4-й Украинский фронт |                       |                                    |                                                             |
| 01.02.1944 года | 4-й Украинский фронт | 2-я гвардейская армия | 13-й гвардейский стрелковый корпус |                                                             |
| 01.03.1944 года | 3-й Украинский фронт | 28-я армия            |                                    |                                                             |
| 01.04.1944 года | 3-й Украинский фронт | 5-я ударная армия     | 37-й стрелковый корпус             |                                                             |
| 01.05.1944 года | 3-й Украинский фронт | 5-я ударная армия     | 37-й стрелковый корпус             |                                                             |
| 01.06.1944 года | 3-й Украинский фронт | 5-я ударная армия     | 10-й гвардейский стрелковый корпус |                                                             |
| 01.07.1944 года | 3-й Украинский фронт | 5-я ударная армия     | 10-й гвардейский стрелковый корпус |                                                             |
| 01.08.1944 года | 3-й Украинский фронт | 5-я ударная армия     | 10-й гвардейский стрелковый корпус |                                                             |
| 01.09.1944 года | 3-й Украинский фронт | 46-я армия            | 10-й гвардейский стрелковый корпус | С 20.09.1944 на 2-м Украинском фронте                       |
| 01.10.1944 года | 2-й Украинский фронт | 46-я армия            | 10-й гвардейский стрелковый корпус |                                                             |
| 01.11.1944 года | 2-й Украинский фронт | 46-я армия            | 10-й гвардейский стрелковый корпус |                                                             |
| 01.12.1944 года | 2-й Украинский фронт | 46-я армия            | 10-й гвардейский стрелковый корпус | С 14.12.1944 на 3-м Украинском фронте                       |
| 01.01.1945 года | 3-й Украинский фронт | 46-я армия            | 10-й гвардейский стрелковый корпус |                                                             |
| 01.02.1945 года | 3-й Украинский фронт | 46-я армия            | 23-й стрелковый корпус             | С 21.02.1945 на 2-м Украинском фронте                       |
| 01.03.1945 года | 2-й Украинский фронт | 46-я армия            | 10-й гвардейский стрелковый корпус |                                                             |
| 01.04.1945 года | 2-й Украинский фронт | 46-я армия            | 10-й гвардейский стрелковый корпус |                                                             |
| 01.05.1945 года | 2-й Украинский фронт | 46-я армия            | 10-й гвардейский стрелковый корпус |                                                             |

## Командиры
69-я стрелковая дивизия
- Шеменков, Афанасий Дмитриевич, полковник, с 4.11.1939 комбриг, июнь 1938 — декабрь 1940

107-я танковая дивизия
- Домрачев, Пётр Николаевич, полковник, 18.07.1941 — 30.08.1941
- Чанчибадзе, Порфирий Георгиевич, полковник, 31.08.1941 — 15.09.1941

107-я мотострелковая дивизия
- Чанчибадзе, Порфирий Георгиевич, полковник, 16.09.1941 — 12.01.1942

2-я гвардейская мотострелковая дивизия
- Чанчибадзе, Порфирий Георгиевич, гвардии полковник, с 13.05.1942 гвардии генерал-майор, 12.01.1942 — 24.10.1942

49-я гвардейская стрелковая дивизия
- Подшивайлов, Денис Протасович, гвардии полковник, с 27.11.1942 гвардии генерал-майор, 24.10.1942 — 11.04.1943
- Колесников, Георгий Яковлевич, гвардии полковник, 12.04.1943 — 14.11.1943
- Пузанов, Лев Илларионович, гвардии подполковник, 18.11.1943 — 28.12.1943
- Маргелов, Василий Филиппович, гвардии полковник, 29.12.1943 — 15.05.1944
- Салычев, Степан Васильевич, гвардии полковник, 16.05.1944 — 21.06.1944
- Маргелов, Василий Филиппович, гвардии полковник, с 13.09.1944 гвардии генерал-майор, 22.06.1944 — 22.10.1945[24]
- Коваленко, Василий Григорьевич, гвардии полковник, 23.10.1945 — 01.1946
- Троицкий, Иван Иванович, гвардии генерал-майор танковых войск, 01.1946 — 03.1946

33-я гвардейская механизированная дивизия
- Троицкий, Иван Иванович, гвардии генерал-майор танковых войск, 03.1946 — 04.01.1951
- Рязанский, Александр Павлович, гвардии полковник, 04.01.1951 — 20.09.1952
- Обатуров, Геннадий Иванович, гвардии полковник, с 31.05.1954 гвардии генерал-майор танковых войск, 20.09.1952 — 5.01.1958
- Орехов, Степан Георгиевич, гвардии полковник, 5.04.1958 — 5.01.1959
- Белоножко, Степан Ефимович, гвардии полковник, с 7.05.1960 гвардии генерал-майор, 5.01.1959 — 14.11.1960

## Начальник штаба
- Шубин, Валерий Фёдорович, гвардии подполковник, на 21.04.1944[25]

## Воины дивизии
- Андрюхов, Иван Васильевич, Полный кавалер ордена Славы, стрелок 147-го гвардейского стрелкового полка 49-й гвардейской стрелковой дивизии, гвардии красноармеец.
- Белявский, Николай Иванович, Герой Советского Союза, командир отделения 8-й стрелковой роты 147-го гвардейского стрелкового полка 49-й гвардейской стрелковой дивизии, гвардии старший сержант.
- Власенко, Алексей Исидорович, Герой Советского Союза, заместитель командира батальона 149-го гвардейского стрелкового полка 49-й гвардейской стрелковой дивизии, гвардии старший лейтенант.
- Гуменюк, Семён Александрович, Герой Советского Союза, командир роты 144-го гвардейского стрелкового полка 49-й гвардейской стрелковой дивизии, гвардии старший лейтенант.
- Емельянов, Георгий Васильевич, Герой Советского Союза, командир стрелкового отделения 149-го гвардейского стрелкового полка 49-й гвардейской стрелковой дивизии, гвардии сержант.
- Малышев, Иван Максимович, Полный кавалер ордена Славы, помощник командира взвода разведки 149-го гвардейского стрелкового полка 49-й гвардейской стрелковой дивизии, гвардии старшина.
- Маргелов, Василий Филиппович, Герой Советского Союза, командир дивизии, гвардии полковник.
- Приходько, Сергей Тихонович, Герой Советского Союза, командир пулемётного взвода 149-го гвардейского стрелкового полка 49-й гвардейской стрелковой дивизии, гвардии младший лейтенант.
- Сентюрин, Владимир Иванович, Герой Советского Союза, командир 147-го гвардейского стрелкового полка 49-й гвардейской стрелковой дивизии, гвардии майор.
- Сорокин, Андрей Алексеевич, Герой Советского Союза, наводчик орудия 144-го гвардейского стрелкового полка 49-й гвардейской стрелковой дивизии, гвардии красноармеец.
- Харченко, Семён Андреевич, Герой Советского Союза, командир взвода 147-го гвардейского стрелкового полка 49-й гвардейской стрелковой дивизии, гвардии младший лейтенант.
- Головня, Никита Семёнович — герой Великой Отечественной войны, заместитель командира взвода, гвардии старший сержант. Во время боёв за Ржев в августе 1942 года, обеспечивая наступление взводу, закрыл своим телом амбразуру вражеского дзота. Данный подвиг он совершил раньше известного Александра Матросова.
- Добровольский, Ерофей Владимирович — советский военачальник, генерал-лейтенант. Герой Советского Союза.
- Микаэлян, Сергей Герасимович — советский и российский режиссёр театра и кино. Лауреат Государственной премии СССР. Народный артист РСФСР.

### Награждённые за подавление Венгерского восстания 1956 года
- Андреев, Владимир Григорьевич, Герой Советского Союза, командир роты 104-го гвардейского механизированного полка 33-й гвардейской механизированной дивизии, гвардии старший лейтенант.
- Балясников, Александр Михайлович, Герой Советского Союза, командир танка 4-й танковой роты 71-го гвардейского танкового полка 33-й гвардейской механизированной дивизии, гвардии старший сержант.
- Евсеев, Николай Иванович, Герой Советского Союза, командир танкового батальона 71-го гвардейского танкового полка 33-й гвардейской механизированной дивизии, гвардии майор.
- Коханович, Сергей Николаевич, Герой Советского Союза, командир 1195-го артиллерийского полка 33-й гвардейской механизированной дивизии, полковник.
- Кузьмин, Фёдор Борисович, Герой Советского Союза, командир танкового взвода 104-го гвардейского механизированного полка 33-й гвардейской механизированной дивизии, гвардии лейтенант.
- Степанов, Григорий Васильевич, Герой Советского Союза, командир стрелкового взвода 104-го гвардейского механизированного полка 33-й гвардейской механизированной дивизии, гвардии лейтенант.
- Субботин, Валентин Васильевич, Герой Советского Союза, командир артиллерийской батареи 1195-го артиллерийского полка 33-й гвардейской механизированной дивизии, капитан.
- Цвик, Степан Степанович, Герой Советского Союза, командир танкового взвода 71-го гвардейского танкового полка 33-й гвардейской механизированной дивизии, гвардии лейтенант.
- Якупов, Назым Мухаметзянович, Герой Советского Союза, заместитель командира по политической части танкового батальона 71-го гвардейского танкового полка 33-й гвардейской механизированной дивизии, гвардии капитан.

## Награды
- 12 января 1942 года — почетное звание  «Гвардейская» — присвоено гвардейское звание за боевые заслуги
- 23 марта 1944 года — почётное наименование «Херсонская» — присвоено приказом Верховного Главнокомандующего от 23 марта 1943 года за отличие в боях за освобождение Херсона.
- 1 апреля 1944 года —  Орден Красного Знамени- награждена указом Президиума Верховного Совета СССР от 1 апреля 1944 года за образцовое выполнение заданий командования в боях при освобождении города Николаева и проявленные при этом доблесть и мужество.[26]
- 20 апреля 1944 года —  Орден Суворова II степени — награждена указом Президиума Верховного Совета СССР от 20 апреля 1944 года за образцовое выполнение заданий командования в боях с немецкими захватчиками при освобождении города Одессы и проявленные при этом доблесть и мужество.[27]

Награды частей дивизии:
- 144-й гвардейский стрелковый Венский Краснознаменный[28] орденов Кутузова[29] и Александра Невского[30] полк
- 147-й гвардейский стрелковый ордена Кутузова[31] полк
- 100-й гвардейский артиллерийский ордена Кутузова[31] полк

## Память
2-я гвардейская мотострелковая дивизия упомянута на плите мемориального комплекса «Воинам-сибирякам», Ленино-Снегирёвский военно-исторический музей.

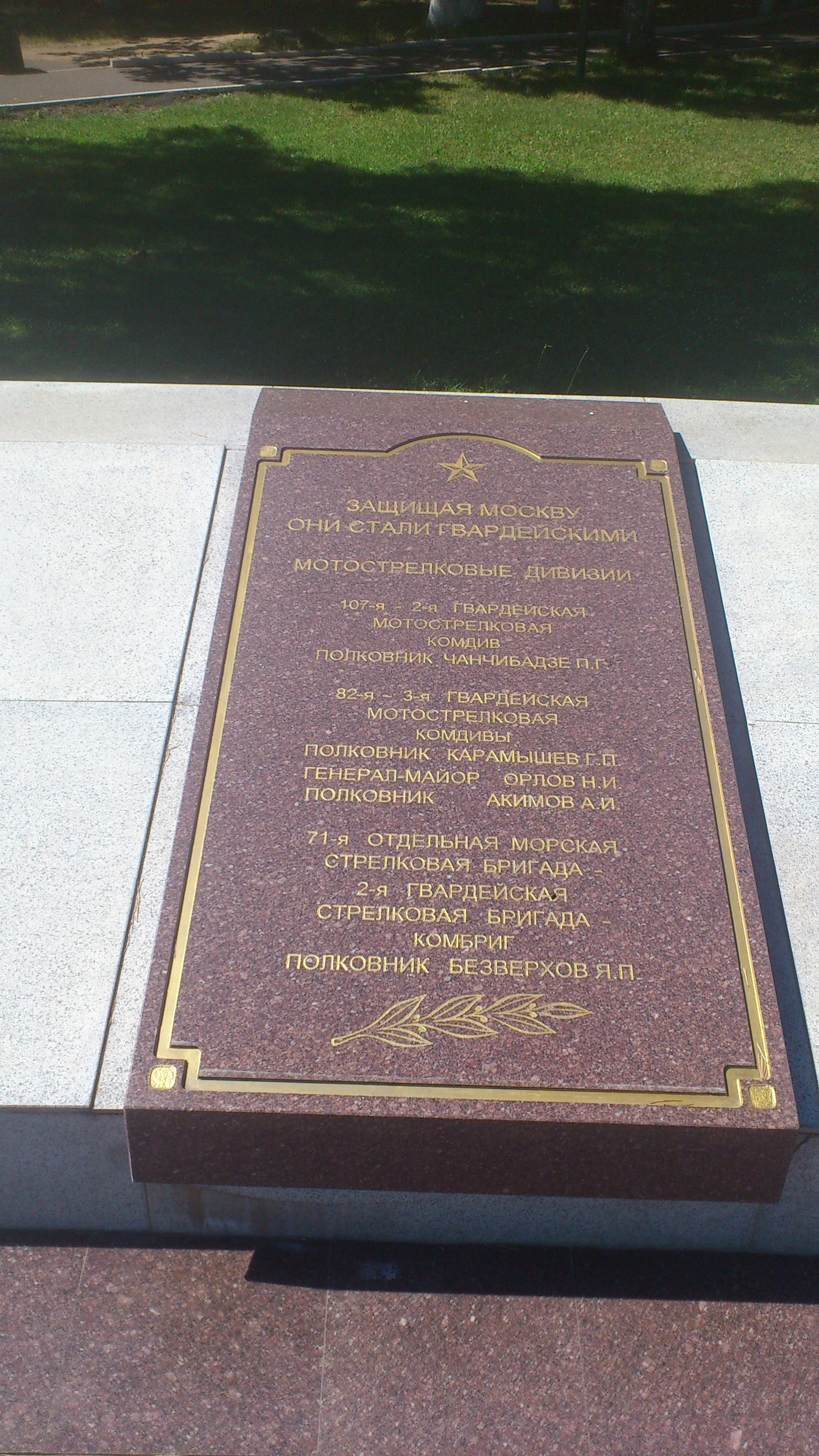
«Защищая Москву, они стали гвардейскими» — на плите мемориального комплекса «Воинам-сибирякам».
Мемориальный комплекс «Воинам-сибирякам», Ленино-Снегирёвский военно-исторический музей.